# 張君佐
张君佐（？—1284年），元朝将领，原籍河间路清州（今河北省沧州市青县），后迁居汴梁路鄢陵县（今河南省鄢陵县），张荣之孙，張奴婢之子。
元世祖时，袭父职为炮水手元帅，至元五年（1268年）奉命组织炮手跟随都元帅阿朮攻打南宋襄阳。后用炮破樊城。又用火炮攻沙洋、阳逻堡。在丁家洲之战、扬州之战、常州之战，都有功劳。至元十三年（1276年），任安庆府安抚司军民达鲁花赤。至元十四年（1277年），败张德兴义军，复取黄州（今湖北黄冈），为黄州达鲁花赤。至元十九年（1282年），奉命率新附汉军万人，修胶西闸坝，以通漕运。至元二十一年（1284年），兼任海道运粮事。